# Brđani (Konjic, BiH)
Brđani su naseljeno mjesto u općini Konjic, Federacija Bosne i Hercegovine, BiH.

## Stanovništvo

### 1991.
Nacionalni sastav stanovništva 1991. godine, bio je sljedeći:
ukupno: 436
- Srbi – 252
- Muslimani – 182
- Jugoslaveni – 1
- ostali, neopredijeljeni i nepoznato – 1

### 2013.
Nacionalni sastav stanovništva 2013. godine, bio je sljedeći:
ukupno: 194
- Bošnjaci – 168
- Srbi – 22
- Hrvati – 1
- ostali, neopredijeljeni i nepoznato – 3